# Jumbo Díaz
José Rafael « Jumbo » Díaz (né le 27 février 1984 à La Romana, République dominicaine) est un lanceur de relève droitier qui a évolue en Ligue majeure de baseball pour les Reds de Cincinnati et les Rays de Tampa Bay entre 2014 et 2017.

## Carrière
Jumbo Díaz joue en ligues mineures pour des clubs affiliés aux Dodgers de Los Angeles de 2002 à 2007, aux Rangers du Texas en 2009 après un an d'inactivité, aux Orioles de Baltimore en 2010 et 2011, puis aux Pirates de Pittsburgh en 2012 avant de rejoindre en 2013 l'organisation des Reds de Cincinnati. Surnommé « Jumbo » en raison de sa large stature, Díaz souffre d'embonpoint et pèse près de 157 kilos (347 livres) lors de la saison 2013 jouée en ligue mineure chez les Bats de Louisville, mais il parvient pour le printemps suivant à perdre quelque 30 kilos (70 livres). En 2014, il fait osciller la balance à 142,8 kilos (315 livres) selon les données officielles de la Ligue majeure de baseball, bien que son poids réel serait plutôt 126 kilos (278 livres). Il mesure 1 mètre 93 (6 pieds 4 pouces).
Après 12 ans en ligues mineures, Díaz fait à l'âge de 30 ans ses débuts dans le baseball majeur comme lanceur de relève des Reds de Cincinnati le 20 juin 2014, face aux Blue Jays de Toronto.
Après avoir joué pour Cincinnati de 2014 à 2016, Díaz rejoint en 2017 les Rays de Tampa Bay. 
Sa moyenne de points mérités s'élève à 5,70 en 30 manches lancées pour Tampa Bay en 2017. Après avoir été libéré par les Rays, il signe un contrat des ligues mineures avec les Astros de Houston le 31 juillet 2017.